# 공소장 변경
공소장 변경(公訴狀 變更, 영어: change of written arraignment)은 검사가 법원의 허가를 받아 공소장의 내용을 변경하는 것을 말한다. 공소장에 공소사실을 특정화시켜 기재하는 것을 요구하는 이유는 법원의 심판의 범위를 한정하여 심리의 합리화, 능률화를 기하고 피고인에 대하여 방어의 초점을 명확히 하기 위함이다.  공소장변경은 공소사실의 동일성이 인정되는 범위에서 허용되며 공소장에 기재된 공소사실과 변경된 공소사실이 어느 정도 부합하면 동일성이 인정되는가에 관하여 견해가 대립된다.

## 공소장 변경의 종류
1. 단순 추가(예: 상습절도의 공소사실에 다른 절도의 공소사실을 추가하는 경우)
2. 예비적 추가(예: 사기의 공소사실에 예비적으로 배임 또는 횡령의 공소사실을 추가하는 경우)
3. 택일적 추가(예: 사기의 공소사실에 택일적으로 횡령의 공소사실을 추가하는 경우)

형사소송법 254조 5항에 수개의 범죄사실과 적용법조를 예비적 또는 택일적으로 기재할 수 있다함은 수개의 범죄사실간에 범죄사실의 동일성이 인정되는 범위내에서는 물론 그들 범죄사실 상호간에 범죄의 일시, 장소, 수단 및 객체등이 달라서 수개의 범죄사실로 인정되는 경우에도 이들 수개의 범죄사실을 예비적 또는 택일적으로 기재할 수 있다는 취지다.

## 학설
- 기본적 사실동일설
- 죄질동일설
- 구성요건공통설
- 소인공통설

## 공소장변경요구

### 의무설
공소장변경의 요구가 법원의 의무라고 해석하는 견해이다. 이에 의하면 검사가 공소장변경신청을 하지 않은 경우에 법원이 공소장변경요구를 하지 않고 무죄판결을 선고한 때에는 심리미진의 위법이 있는 것이 된다. 법원의 의무성을 긍정하는 것이 형사소송법 제298조 2항의 문리해석상 당연할 뿐만 아니라 법원의 직권개입을 보충적으로 인정한 취지에 적합하다는 것을 이유로 한다.

## 법원의 축소사실 인정의무
- 의무설: 법원의 심판권이 검사의 기소재량에 의해 좌우되어 현저히 정의에 반하는 경우까지도 실체진실의 발견을 저해하는 것은 부당하므로 일정부분 법원의 의무를 인정할 수 있다.
- 권한설: 축소사실에 관한 인정여부는 법원의 권한일 뿐이므로 이를 법원의 의무라고 볼 수 없다.
- 예외적 의무설: 축소사실의 인정여부는 원칙적으로 법원의 권한이나 일정한 경우에는 예외적인 의무가 된다. 판례의 입장이다.

## 공소장변경의 필요성
공소장변경의 필요성을 판단하는 기준에 관하여는 다음 학설이 대립하고 있다.
- 동일벌조설: 구체적 사실관계가 다르다고 하더라도 그 벌조 또는 구성요건에 변경이 없는 한 공소장 변경을 할 필요가 없다는 견해이다.
- 법률구성설: 구체적 사실관계가 다르다 할지라도 그 법률구성에 영향이 없는 때에는 공소장변경을 요하지 않는다는 견해 및

- 사실기재설: 형식적으로 사실의 변화가 사회적으로 의미를 달리하고 실질적으로 피고인의 방어권행사에 불이익을 초래하여, 공소장에 기재되어 있는 사실과 실질적으로 다른 사실을 인정할 때에는 공소장변경이 필요하다는 견해의 대립이 있다.

## 공소장변경 없이도 사실인정 가능한 경우
- 강간치사 → 강간미수
- 강도상해 → 절도 및 상해
- 강간치상 → 강간
- 비친고죄 강제추행치상죄 → 친고죄 강제추행죄
- 수뢰 후 부정처사죄 → 뇌물수수죄
- 뇌물수수죄 → 뇌물수수약속죄
- 허위사실명예훼손죄 → 사실적시명예훼손죄

- 강도강간 → 강간
- 특수절도 → 절도
- 강도상해 → 주거침입 및 상해
- 강도상해 → 특수강도
- 특가 상습절도 → 절도
- 특가 → 뇌물
- 성폭력 특수강도강간미수 → 특수강도
- 중실화 → 실화
- 장물취득 → 장물보관
- 강간치상 → 준강제추행죄
- 특가법 도주 → 교특법
- 축소사실의 인정
- 사기, 횡령의 피해자를 달리 인정
- 기수 → 미수
- 횡령 → 배임
- 공동정범의 공소사실을 방조범으로 인정하는데 피고인의 방어권행사에 실질적 불이익을 줄 우려가 없는 경우
- 단독정범의 공소사실을 공동정범으로 인정하는데 피고인의 방어권행사에 실질적 불이익을 줄 우려가 없는 경우
- 죄수에 대한 법적 평가만을 달리하는 경우
- 포괄일죄 → 실체적 경합범
- 실체적 경합범 → 포괄1죄
- 실체적 경합범 → 상상적 경합
- 4개월 상해 → 8개월 치료
- 간접정범 공소사실을 방조범으로 인정

## 공소장 변경 필요
- 살인 → 폭행치사
- 고의범 → 과실범
- 기수•미수 → 예비
- 명예훼손죄 → 모욕죄
- 범죄단체의 가입시기 변경
- 강간치상 → 강제추행치상
- 사실적시 명예훼손 → 허위사실적시 명예훼손죄
- 사기죄에 공소장에 기재된 기망내용과 다른 기망행위를 언정하는 경우
- 절취한 신용카드를 사용한 사기
- 강제집행면탈죄 → 권리행사방해죄
- 장물보관죄 → 업무상 장물보관죄
- 특수강도죄 → 특수공갈죄
- 특수절도죄 → 장물운반죄
- 폭행치상죄 → 폭행죄

## 판례
- 공갈죄의 수단으로서 한 협박은 공갈죄에 흡수될 뿐 별도로 협박죄를 구성하지 않으므로, 그 범죄사실에 대한 피해자의 고소는 결국 공갈죄에 대한 것이라 할 것이어서 그 후 고소가 취소되었다 하여 공갈죄로 처벌하는 데에 아무런 장애가 되지 아니하며, 검사가 공소를 제기할 당시에는 그 범죄사실을 협박죄로 구성하여 기소하였다 하더라도, 그 후 공판 중에 기본적 사실관계가 동일하여 공소사실을 공갈미수로 공소장 변경이 허용된 이상 그 공소제기 의 하자는 치유된다.[2]
- 공소가 제기된 살인죄의 범죄사실에 대하여는 그 증명이 없으나 폭행치사죄의 증명이 있는 경우에도 살인죄의 구성요건이 반드시 폭행치사 사실을 포함한다고 할 수 없고, 따라서 공소장의 변경 없이 폭행치사죄를 인정함은 결국 폭행치사죄에 대한 피고인의 방어권 행사에 불이익을 주는 것이므로, 법원은 위와 같은 경우에 검사의 공소장변경 없이는 이를 폭행치사죄로 처단할 수는 없다.[3]
- 장물보관죄로 공소제기된 사건을 검사의 공소장변경 절차없이 업무상과실 장물보관죄로 의률처단할 수는 없다.[4]
- 원심이 피고인을 유죄라고 인정한 뇌물수수죄는 이 사건 공소사실(수뢰후부정처사죄)과 동일성이 인정되고 공소제기된 범죄사실에 포함되어 있으며, 기록에 의하면, 제1심에서 원심에 이르기까지 심리과정에서 피고인의 뇌물수수의 점에 관하여 충분한 심리가 이루어졌음을 알 수 있으므로, 피고인을 그 죄로 처벌하더라도 피고인에게 방어권의 행사에 실질적 불이익을 초래할 염려가 었다고는 볼 수 없으므로, 원심판결에 피고인의 방어권을 현저히 침해한 위법 등이 있다는 상고이유의 주장도 받아들일 수 없다.[5]
- 검사가 강도상해죄로 기소한 사실에 대하여는 그 공소사실의 동일성을 해하지 않는 범위내에서 야간주거침입절도죄와 상해죄를 인정할 수 있다.[6]

### 항소
항소심에서도 공소장의 변경을 할 수 있으나 상고심에서는 불가능하다. 상고심에서 파기 환송된 항소심에서도 가능하다는 것이 판례의 입장이다.

## 같이 보기
- 공소장
- 대한민국 형사소송법 제298조 공소장변경
- 공소장일본주의

## 참고 문헌
- 손동권, 『형사소송법』, 세창출판사, 2010. (ISBN 8984112968)